# Somotor

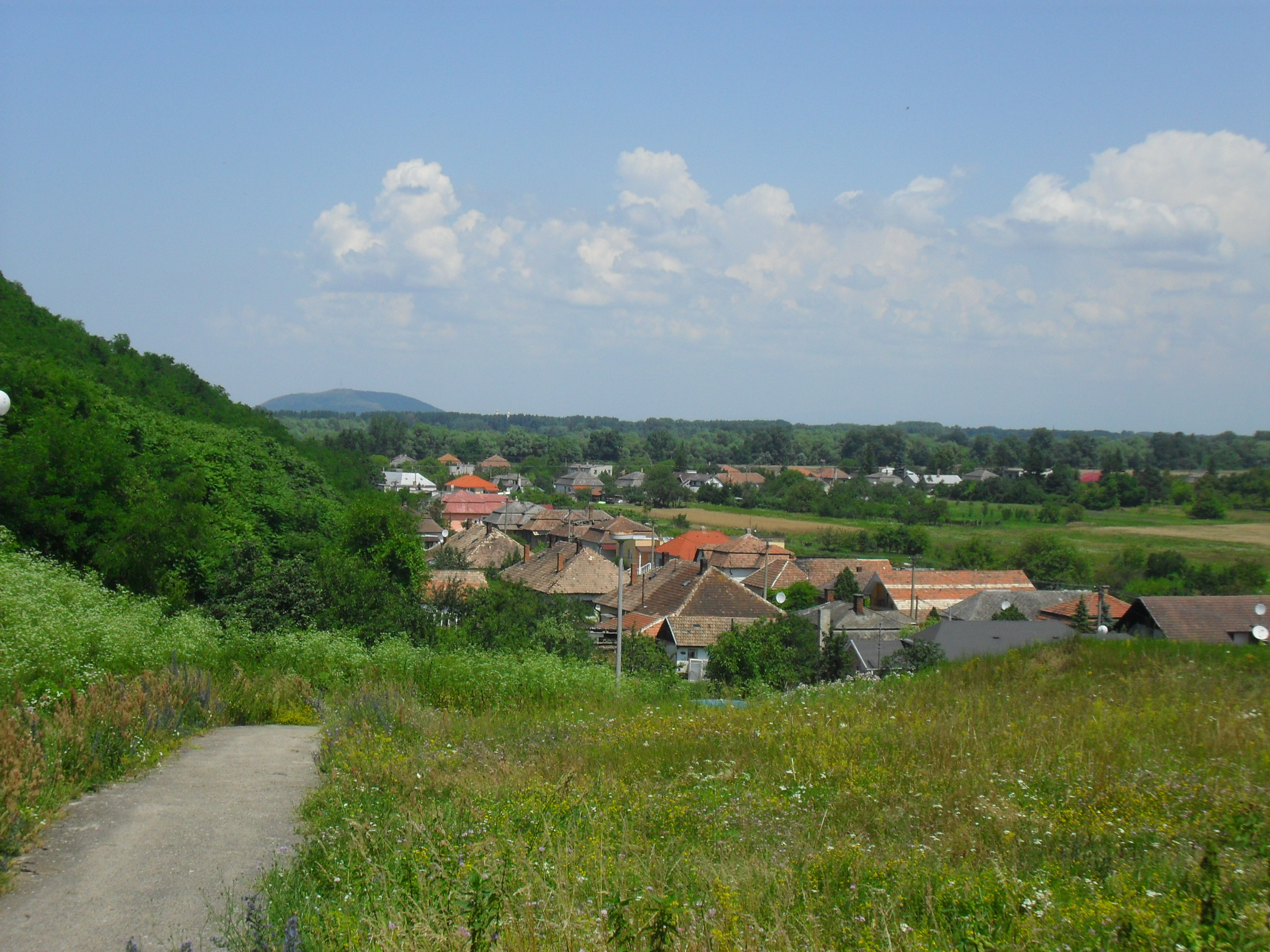
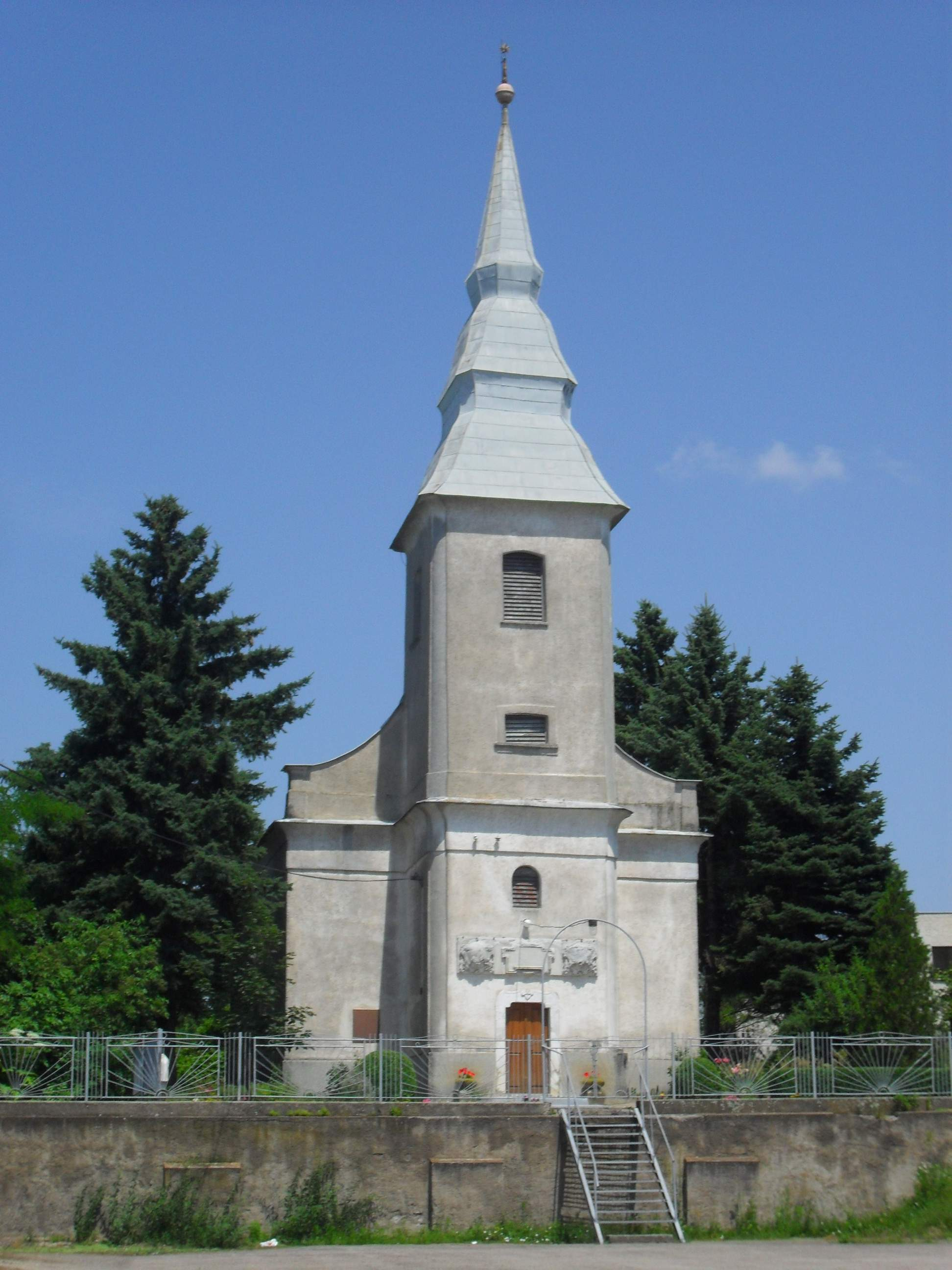

Somotor (Hongaars: Szomotor) is een Slowaakse gemeente in de regio Košice, en maakt deel uit van het district Trebišov.
Somotor telt 1.635 inwoners.